# Гаити
Гаи́ти, полная официальная форма — Респу́блика Гаи́ти (гаит. креол. Repiblik Ayiti [ɣepibˈlik ajiti], фр. République d'Haïti [ʁe.py.bˈlik da.i'ti]) — государство в западной части одноимённого острова (восточную часть которого занимает Доминиканская Республика) и на ряде прибрежных островов.
Столица Гаити — Порт-о-Пренс. Официальные языки — французский и гаитянский креольский. В Америке это единственное независимое государство, где преобладает французский язык, и одно из двух, наряду с Канадой, где он является официальным.
Население страны — 11 470 261 человек (2023 г., из них около 1 миллиона живут за границей — в основном, в США).
Республика Гаити завоевала независимость от Франции в 1804 году в ходе успешной гаитянской революции и стала вторым после США независимым государством в Америке и первой в мире республикой во главе с чернокожим населением.
Гаити — одна из самых бедных и нестабильных стран мира; самая бедная страна Америки и Западного полушария, постоянно страдающая от голода, стихийных бедствий и государственных переворотов. Среди островных государств Республика Гаити является одной из самых бедных в мире. Экономика соседней по острову Гаити страны Доминиканской Республики, при чуть меньшем населении, по ВВП (ППС) на 572 % и по ВВП (номинал) на 552 % больше экономики Гаити. По состоянию на 2022 год расчётный ВВП на душу населения (номинал) в Гаити составляет 1 702 $, а в Доминиканской Республике — 10 711 $, по ВВП на душу населения (ППС) в Гаити составляет 3 161 $, а в Доминиканской Республике — 24 117 $.

## География
Республика Гаити занимает западную часть острова Гаити, а также несколько прилежащих островов, крупнейшие из которых — Тортю (к северу от острова Гаити), Гонав (в заливе Гонав) и Ваш (к югу от острова Гаити). На севере омывается Атлантическим океаном, а на юге — Карибским морем. Гаити — третья по площади страна в Карибском море после Кубы и Доминиканской Республики, с которой Республика Гаити граничит на протяжении 360 км. Республика имеет вторую по длине (после Кубы) на Больших Антильских островах береговую линию (1171 км).

### Рельеф и гидрография
С востока на запад страну пересекают сильно расчленённые горные хребты, окаймлённые узкими прибрежными равнинами.
Северная часть страны занята Северным хребтом и Северной равниной. Первый, являясь продолжением Кордильеры-Сентраль (крупнейшего горного хребта острова Гаити, полностью расположенного в пределах Доминиканской Республики), начинается у восточной границы страны, к северу от реки Гуаямук, и простирается на северо-запад, к северо-западному полуострову. К северу от Северного хребта, вдоль Атлантического океана, располагается неширокая Северная равнина. В центральной части страны — две равнины и две горные цепи. Южнее Северного хребта, по обоим берегам реки Гуаямук, с юго-востока на северо-запад протянулось плоскогорье Плато-Сантраль. К юго-западу от плато — горы Монтань-Нуар, соединённые в своей северо-западной части с Северным хребтом.

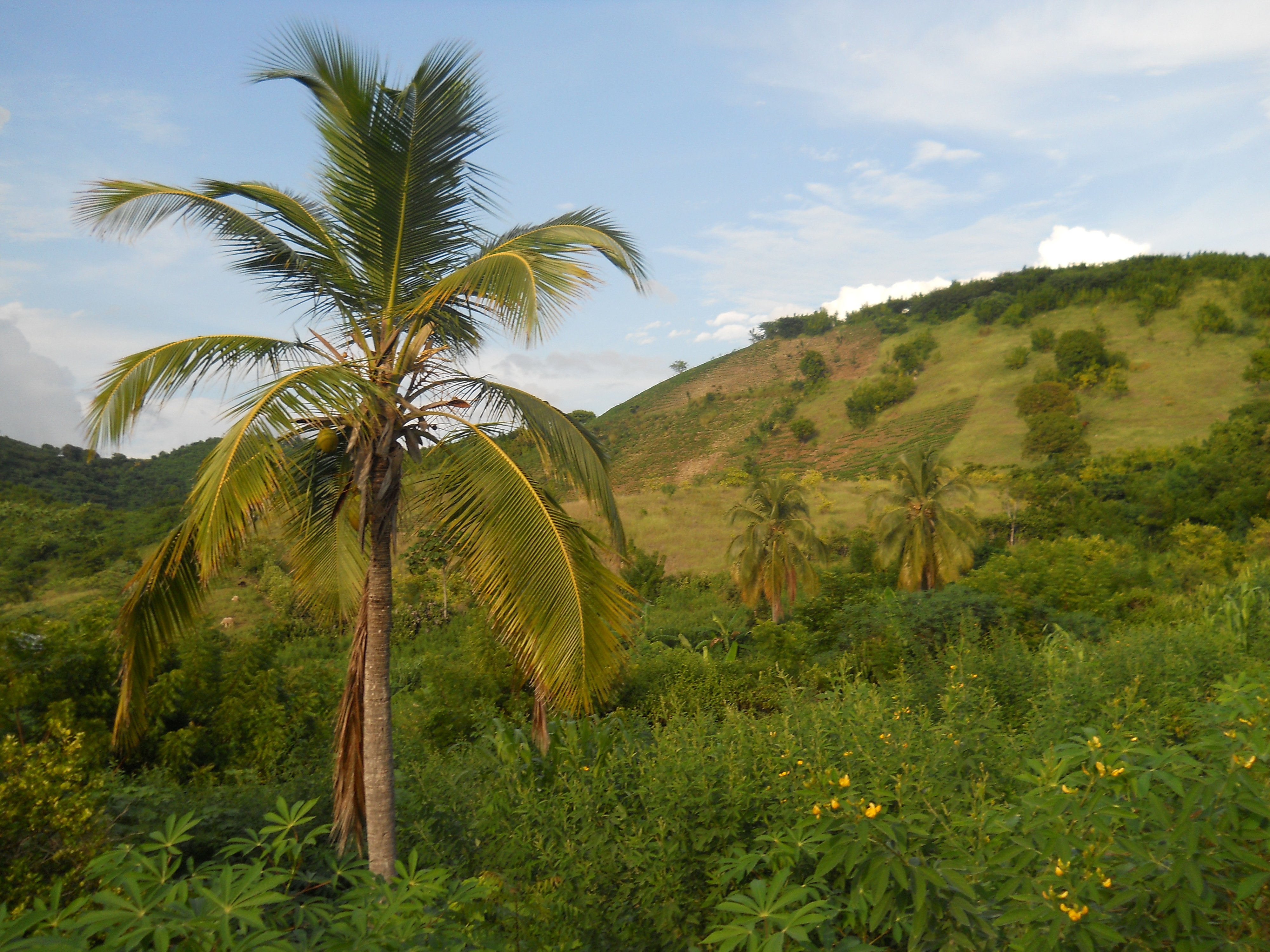
Природа Гаити

На юге республики Гаити — впадина Кюль-де-Сак и горы южного полуострова. Хребет Ла-Сель, представляющий собой продолжение южной горной цепи Доминиканской Республики Сьерра-де-Баоруко, простирается от горного массива Ла-Сель на востоке к хребту От на западе; высшая точка хребта Ла-Сель является и высшей точкой страны — пик Ла-Сель (2680 м).
Главная река республики Гаити — Артибонит, берущая начало в западной части Доминиканской Республики, протекающая на большей части своего протяжения по территории республики Гаити и впадающая в залив Гонав. Артибонит является и самой длинной рекой всего острова Гаити. В долине реки Артибонит находится основной район возделывания зерновых культур в республике.
Территория республики сложена меловыми и палеоген-неогеновыми отложениями; с последними связаны значительные месторождения алюминиевых руд. Почвы — коричнево-красные и горные коричнево-красные ферралитизированные (богатые окислами железа).

### Климат
Климат — тёплый, влажный, тропический. Среднемесячная температура варьируется от +25 °С до +30 °С. Дневные температурные колебания сильнее годовых.
В Порт-о-Пренсе наименьшая температура составляет +14,4 °С, наибольшая — +38,9 °С.
Количество осадков различно в зависимости от района — больше на наветренных склонах, меньше на подветренных и во впадинах; в последних выпадает 500—800 мм осадков в год, в то время как на наветренных склонах — до 2500 мм.
Выделяют два дождливых сезона: первый продолжается с апреля по июнь, второй — с сентября по ноябрь. В остальное время сохраняется сухая и тёплая погода. Часты разрушительные тропические ураганы, в основном, в период с июня по сентябрь.
Негативное влияние на окружающую среду оказывает вырубка лесов, которая привела к катастрофической эрозии некогда плодородных почв. Древесина используется как топливо и как сырьё для лёгкой промышленности.

### Флора
Преобладает устойчивая к засухе и засолению растительность. Равнины и подветренные склоны заняты кактусами, часто образующими леса, кустарниковыми молочаями, деревцами, напоминающими мескитовое, зарослями пальмы сабал. Некоторые участки побережья покрыты мангровыми болотами, а внутренние долины — саваннами с соснами. В более влажных местностях — преимущественно на юге — растут деревья, типичные для дождевого тропического леса (акажу, махагони, дальбергия, зантоксилум, гваякум), а в горах — сосны. Произрастают дикие авокадо, растут апельсин и манго.

### Животный мир
Много видов насекомых, но нет крупных млекопитающих (есть агути и завезённые для истребления крыс мангусты), змей мало. Распространены утки, четыре разновидности диких голубей. Рептилии включают в себя три разновидности крокодилов, многочисленных мелких ящериц. Прибрежные воды изобилуют рыбой, морскими черепахами, креветками.

## История

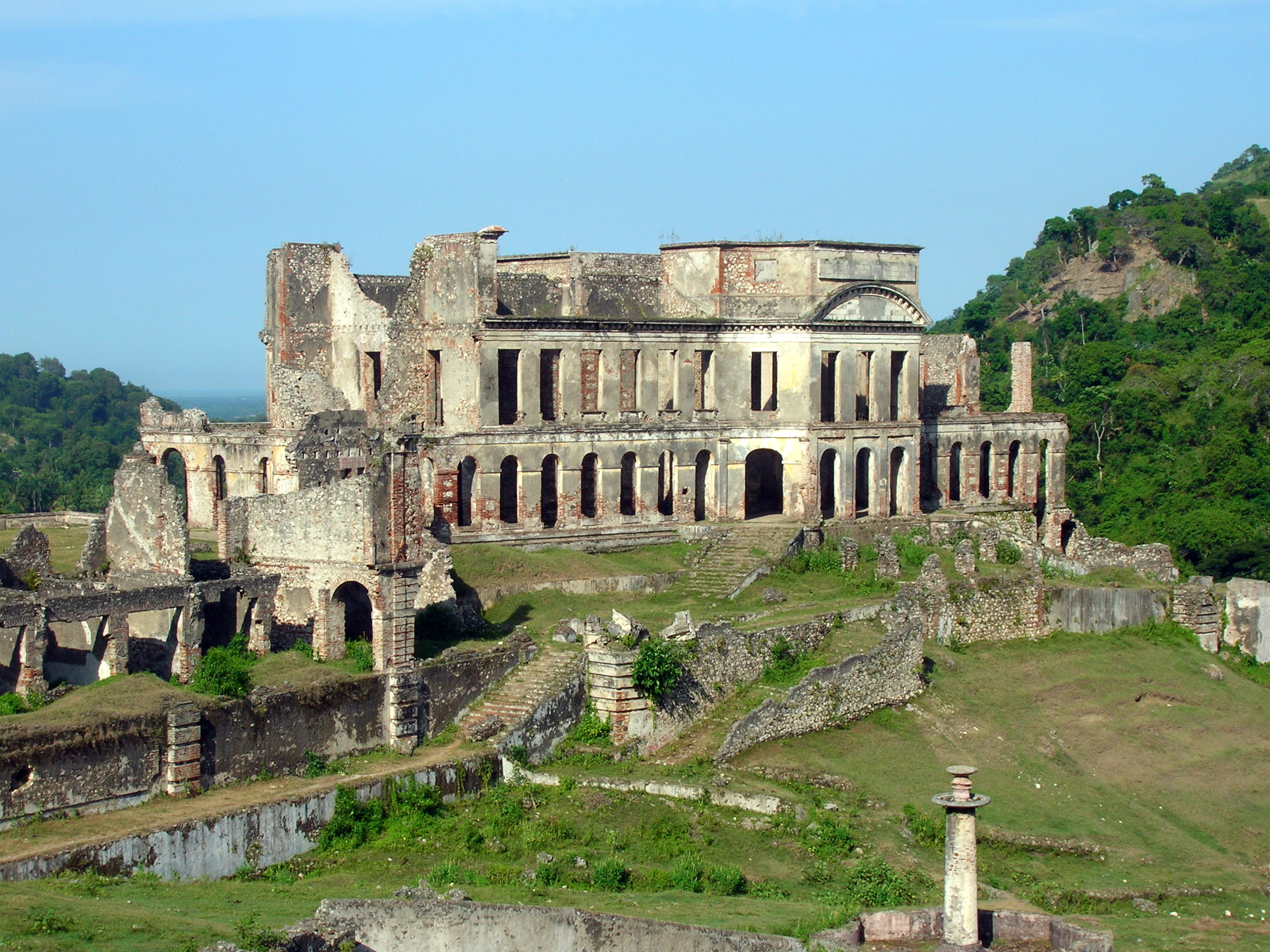
Тыльная часть дворца Сан-Суси (1810—1813)

- В 1492 году остров Гаити был открыт испанцами, был назван Эспаньолой и начал колонизироваться (экспедиция Колумба).
- В 1697 году после заключения Рейсвейкского мирного договора западная часть острова перешла под контроль Франции. Центральная и восточная части острова под названием Санто-Доминго (современная Доминиканская республика) остались у Испании. Местное население — индейцы — было уничтожено, а его место заняли ввозимые из Африки негры-рабы. В 1789 году остров населяли 36 тысяч европейцев, 28 тысяч свободных мулатов и около 500 тысяч негров-рабов.Рабы восстают против европейцев

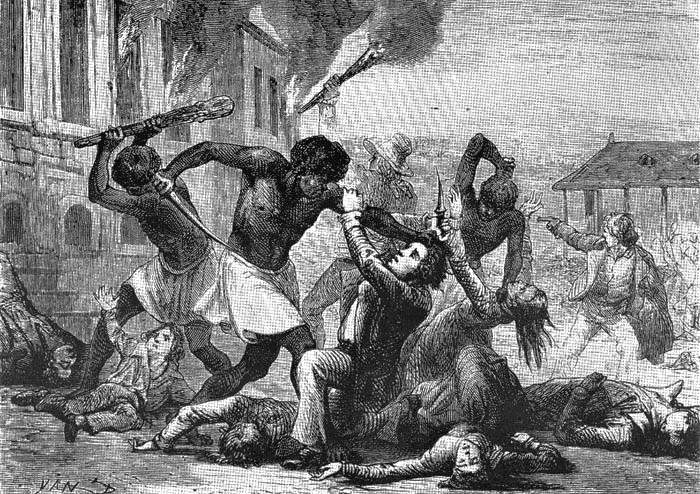
Рабы восстают против европейцев

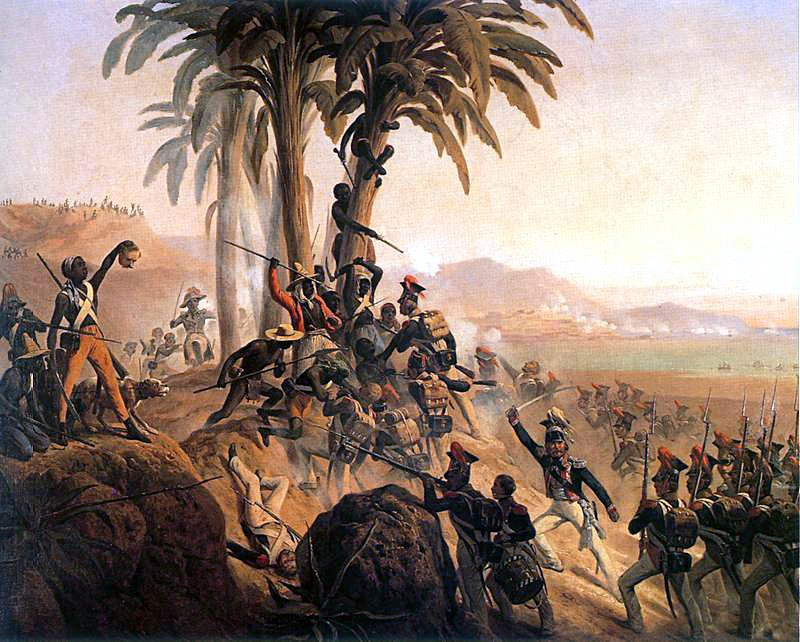
Польские легионы на Гаити

- 1 января 1804 года в результате успешного восстания гаитяне-негроиды образовали независимое государство во главе с Ж.-Ж. Дессалином. Восставшими было вырезано почти всё европейское население страны, включая женщин и детей. Мулаты образовали свою республику во главе с Александром Петионом. Власть на Гаити была неустойчивой, осложняемой переворотами и диктатурами.
- 1825 — Франция признала независимость Гаити, но взамен наложила на молодую республику огромную контрибуцию в качестве возмещения собственности, утраченной бывшими рабовладельцами в результате Гаитянской революции 1804 г.
- 1915—1934 — оккупация Республики Гаити войсками США, которые оставили у власти элиту мулатов.
- В 1957 году президентом Гаити стал бывший министр здравоохранения, борец с тифом Франсуа Дювалье, который впоследствии стал диктатором. Опорой его власти были тонтон-макуты. В 1971 году его власть наследовал сын Жан-Клод Дювалье.
- В 1986 году режим клана Дювалье был свергнут, и после серии переворотов в начале 1991 года к власти пришло демократическое правительство во главе с бывшим священником Аристидом.
- Март 1987 года — введена новая Конституция Гаити, поддержанная абсолютным большинством населения.
- Август 1991 года — палата депутатов объявила вотум недоверия Аристиду (за смещение Аристида с поста президента было подано 83 голоса, против — 11). Уже в сентябре в стране произошёл военный переворот, Жан-Бертран Аристид был отправлен в ссылку. Согласно Конституции 1987 года, исполняющим обязанности президента стал Верховный судья Жозеф Нерет; выборы были назначены на декабрь 1991 года, однако они были заблокированы международным сообществом, и до 1994 года в Республике Гаити была политическая нестабильность.
- 1994 год — в результате военной интервенции США Аристид был восстановлен на посту президента.
- 1995 год — роспуск армии. Президент опирается на вооружённые ополчения, одним из которых является «Армия Каннибалов» во главе с братьями Метаярами.
- В 2004 году на фоне политического кризиса боевики проправительственной «Армии Каннибалов» подняли мятеж в городе Гонаив 4 февраля и атаковали полицейский участок. В стране продолжался кризис. 14 февраля мятежников поддерживают вудуистские вооружённые формирования FRAPH Шамблена (бывшие тонтон-макуты) и боевики бывшего шефа полиции Филиппа. Последовало новое американское вторжение с целью избежать массового кровопролития в столице. 22 февраля мятежники атаковали Кап-Аитьен, местное население их приветствует. 23 февраля была укреплена охрана посольства США. 28 февраля в столице начинаются беспорядки — грабежи и убийства. 29 февраля президент Аристид в сопровождении морских пехотинцев США был эвакуирован в Центрально-Африканскую республику. Власть перешла к Верховному судье. 1 марта французские войска взяли под контроль все ключевые места столицы. Вскоре в Республику Гаити была направлена миссия ООН по стабилизации ситуации в стране.
- В июле 2004 года свыше 1,5 тысяч человек погибли от оползней, вызванных проливными дождями, а в сентябре 2004 года — не менее 2 тысяч стали жертвами ураганов «Жанна» и «Иван». ООН направила пострадавшим гуманитарную помощь, делёж которой вновь привёл к кровопролитию.
- В начале октября 2004 года сторонники свергнутого президента Аристида учинили новые беспорядки. Задача по их прекращению была поставлена перед полицейскими стабилизационными силами ООН (почти 7 тысяч человек). Миротворцам пытались помогать отряды гаитянской армии и полиции, на обучение и перевооружение которой США только в 2004 году выделили 9 млн долларов, но их усилия не принесли должных результатов.
- В феврале 2006 года президентом был избран близкий по взглядам ко всё ещё популярному в стране Аристиду Рене Преваль, бывший президентом страны в 1995—2000 годах.
- 12 января 2010 произошло землетрясение, эпицентр располагался к югу от острова вблизи столицы государства Порт-о-Пренс. Сообщается о десятках тысяч жертв среди населения страны, многочисленных разрушениях, в том числе важнейших зданий, имеющих государственное и международное значение. 20 января был толчок землетрясения магнитудой 6,8. 26 января правительство страны распространило данные по количеству погибших, основанные на подсчёте тел в местах массовых захоронений. Согласно этим данным, на Гаити захоронены 210 тысяч человек, ставших жертвами разрушительного землетрясения. В том же году в стране началась эпидемия холеры, вызванная антисанитарной обстановкой в палаточных лагерях (в которых до сих пор живут многие люди, оставшиеся без жилья после землетрясения). По некоторым данным, холеру на Гаити завезли непальские миротворцы ООН.

Карта Гаити

- 20 марта 2011 года президентом Гаити во втором туре выборов избран известный музыкант и правый политик Мишель Мартейи.
- В 2017 году президентом Гаити стал Жовенель Моиз.
- В ночь на 7 июля 2021 года президент Гаити Жовенель Моиз получил смертельное ранение в результате нападения неизвестных на его резиденцию[10][11]. 9 июля 2021 года Сенат Республики объявил Ариэля Анри премьер-министром, однако не смог обеспечить переход полномочий вплоть до 20 июля; тогда же было достигнуто соглашение об отказе назначения временного президента страны с сохранением руководства исполнительной властью в руках премьер-министра до проведения президентских выборов. Первоначально заявивший о принятии полномочий главы государства действующий исполняющий обязанности премьер-министра Клод Жозеф 20 июля 2021 года передал власть правительству национального единства, сформированному Ариэлем Анри, при этом достигнутая договорённость сохранила президентский пост вакантным до проведения выборов, с возложением руководства полнотой исполнительной власти на премьер-министра.

Гаити имеет дипломатические отношения с Российской Федерацией со 2 июня 1996 года.

## Политика

### Политическая ситуация

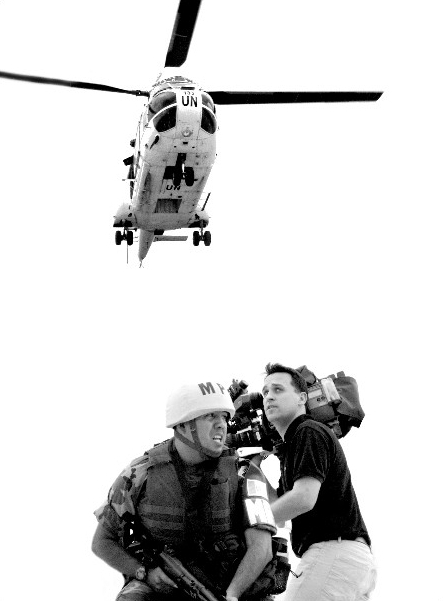
Миссия Организации Объединённых Наций по стабилизации в Гаити в 2006 году (фото — Patrick-André Perron)

7 февраля 2006 года в Гаити были проведены президентские и парламентские выборы. После подсчёта 31 % бюллетеней с результатом 65 % лидировал бывший президент страны (1996—2001) Рене Преваль, представляющий небольшую оппозиционную партию L`Espoir («Надежда») и пользующийся поддержкой последнего президента Гаити Жан-Бертрана Аристида.
Несмотря на это, по мере подсчёта голосов преимущество Рене Преваля уменьшалось и снизилось до 48,76 % после подсчёта 90 % голосов. На втором месте — также бывший президент Гаити (1988) Лесли Манига, набравший лишь 13,4 % голосов.
В этой ситуации Рене Преваль отказался признать результаты голосования, обвинив временное правительство в фальсификациях и массовых нарушениях, которые, по его утверждению, не позволили ему одержать победу уже в первом туре.
Сторонники Рене Преваля блокировали улицы Порт-о-Пренса и устраивали многочисленные беспорядки. Демонстранты разгромили штаб-квартиру временной избирательной комиссии. По всей стране прошли столкновения населения с военнослужащими сил ООН.

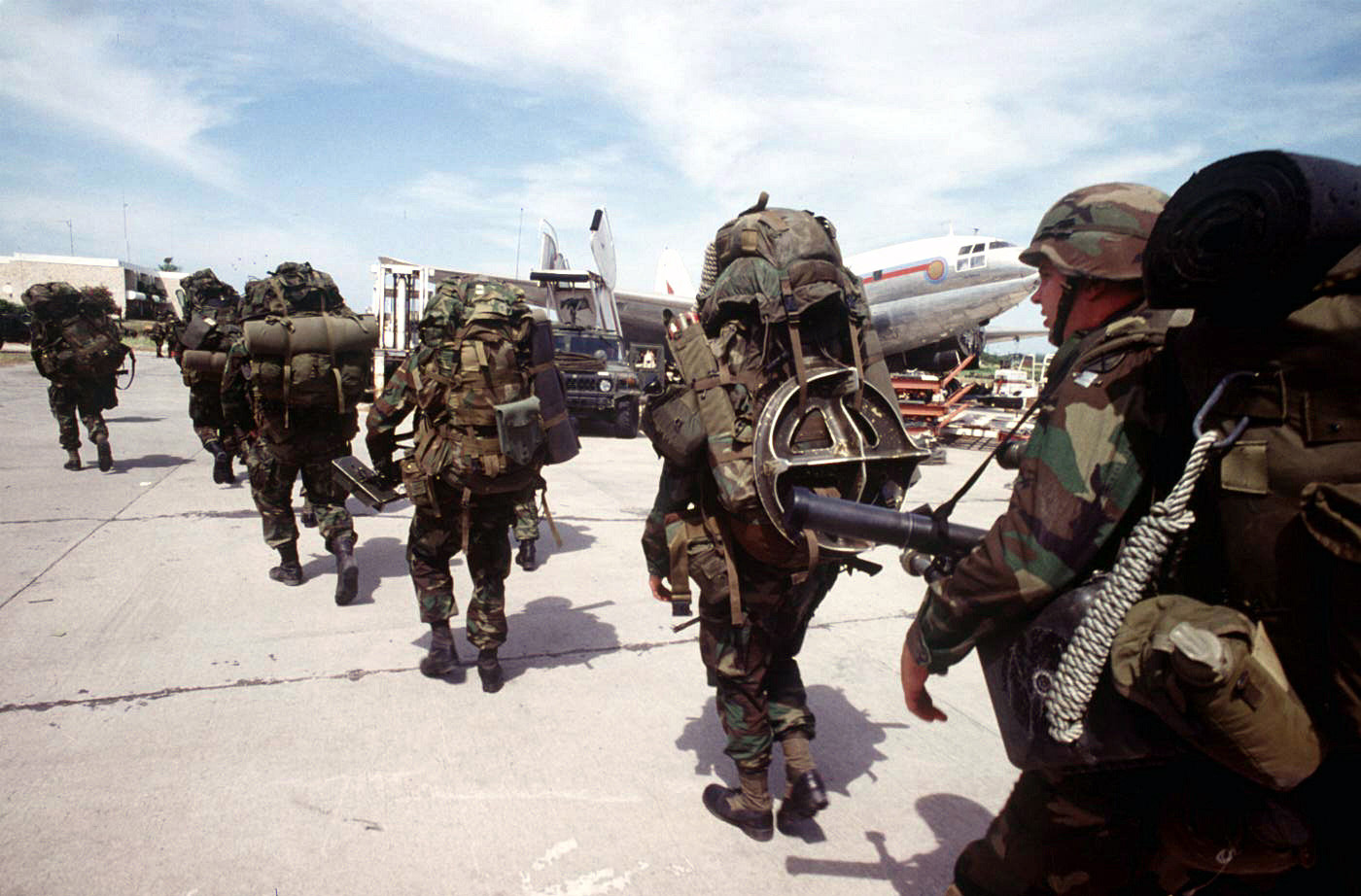
Вторжение войск ООН (пехотные полки США) на Гаити. Сентябрь 1994 года

Для расследования возможных фальсификаций была создана специальная комиссия. На Гаити прибыл руководитель Организации американских государств Хосе Мигель Инсульса.
16 февраля 2006 года Рене Преваль был признан победителем. Окончательное решение об этом было принято после переговоров между правительством и избирательной комиссией. После создания специальной комиссии и пересчёта голосов было объявлено о победе Преваля с результатом 51,15 %.
Первый тур выборов 2010—2011 гг. также сопровождался фальсификациями. После пересчёта голосов во второй тур прошли музыкант Мишель Мартейи и Джуд Селестин, который являлся ставленником действующего и уходящего президента Рене Преваля, который также являлся его зятем. На третьем месте была жена одного из бывших президентов, бывшая первая леди Мирланд Манига. Вследствие прошедших по всей стране массовых беспорядков и акций неповиновения, окончательная победа осталась за Мартейи, занявшим пост президента 14 мая 2011 года.
Согласно Economist Intelligence Unit, страна в 2018 была классифицирована по индексу демократии как гибридный режим.

### Политическая система
В соответствии с Конституцией, принятой 29 марта 1987 года, президентом может быть избран гражданин Гаити не моложе 35 лет, проживший в стране не менее пяти лет. Президент избирается всеобщим прямым тайным голосованием сроком на пять лет. Он может быть переизбран на второй срок только через пять лет, возможность избрания на третий срок исключена. Если в ходе выборов ни один из кандидатов не получит абсолютного большинства голосов избирателей (50 % плюс один), то проводится второй тур, в котором участвуют два кандидата, набравшие большинство голосов.
Президент является главнокомандующим вооружёнными силами страны, он ведёт переговоры и заключает международные соглашения, обнародует законы, предлагает кандидатуру премьер-министра. Все решения главы государства подлежат утверждению Национальной ассамблеей (парламентом). Президент осуществляет исполнительную власть совместно с правительством.

### Парламент
Законодательная власть осуществляется Парламентом Гаити, состоящему из двух палат — Сената и Палаты депутатов. Обе палаты избираются всеобщим прямым тайным голосованием граждан Гаити. Количественный состав Сената и Палаты депутатов не постоянен, он определяется избирательным законом. Общее собрание Сената и Палаты депутатов называется Национальной ассамблеей и собирается в исключительных случаях. Национальная ассамблея, избранная в 2016 году, состоит из 30 сенаторов и 119 депутатов.
Сенат состоит из 30 сенаторов, по три от каждого из десяти департаментов страны. Сенаторы избираются всеобщим голосованием на 6 лет, при этом каждые 2 года проходят перевыборы трети членов Сената. Ограничения сроков для сенаторов нет; они могут быть переизбраны неопределённое число раз. Избранным считается кандидат, набравший абсолютное большинство голосов или опередив своего основного соперника на 25 % и более.
Палата депутатов состоит из 119 депутатов. Депутаты избираются на четыре года по двухтуровой системе в одномандатных округах. Кандидат, получивший абсолютное большинство действительных голосов и не менее 25 % голосов зарегистрированных избирателей, становится победителем. Если ни один кандидат не достиг этого порога, проводится второй тур выборов среди двух кандидатов, набравших наибольшее количество голосов избирателей. Во втором туре побеждает кандидат, набравший наибольшее количество голосов.

### Политические партии
По результатам выборов в сенат и палату депутатов в феврале-апреле 2006 года:
- «Фронт надежды» — левая, 13 сенаторов, 23 депутата;
- «Слияние социал-демократов» — левая, 4 сенатора, 17 депутатов;
- «Организация народной борьбы» — левая, 3 сенатора, 10 депутатов;
- «Христианский национальный союз за реконструкцию» — центристская, 2 сенатора, 12 депутатов.

В сенате представлены ещё 6 партий, в палате депутатов — ещё 10 партий.
Очередные выборы в сенат и палату депутатов были намечены на 28 февраля 2010 года. Из-за землетрясения выборы были отложены, затем перенесены на 28 ноября.

## Административное деление
Гаити делится на 10 департаментов.
| №  | Департаменты     | Адм. центр.  |
| -- | ---------------- | ------------ |
| 1  | Артибонит        | Гонаив       |
| 2  | Центральный      | Энш          |
| 3  | Гранд-Анс        | Жереми       |
| 4  | Нип              | Мирагоан     |
| 5  | Северный         | Кап-Аитьен   |
| 6  | Северо-Восточный | Фор-Либерте  |
| 7  | Северо-Западный  | Пор-де-Пе    |
| 8  | Западный         | Порт-о-Пренс |
| 9  | Юго-Восточный    | Жакмель      |
| 10 | Южный            | Ле-Ке        |

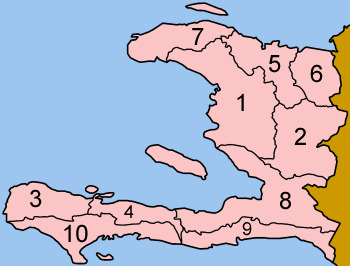
Департаменты Гаити

Департаменты делятся на 41 округ и 133 коммуны.

### Населённые пункты
Смотрите: Города Гаити

## Экономика

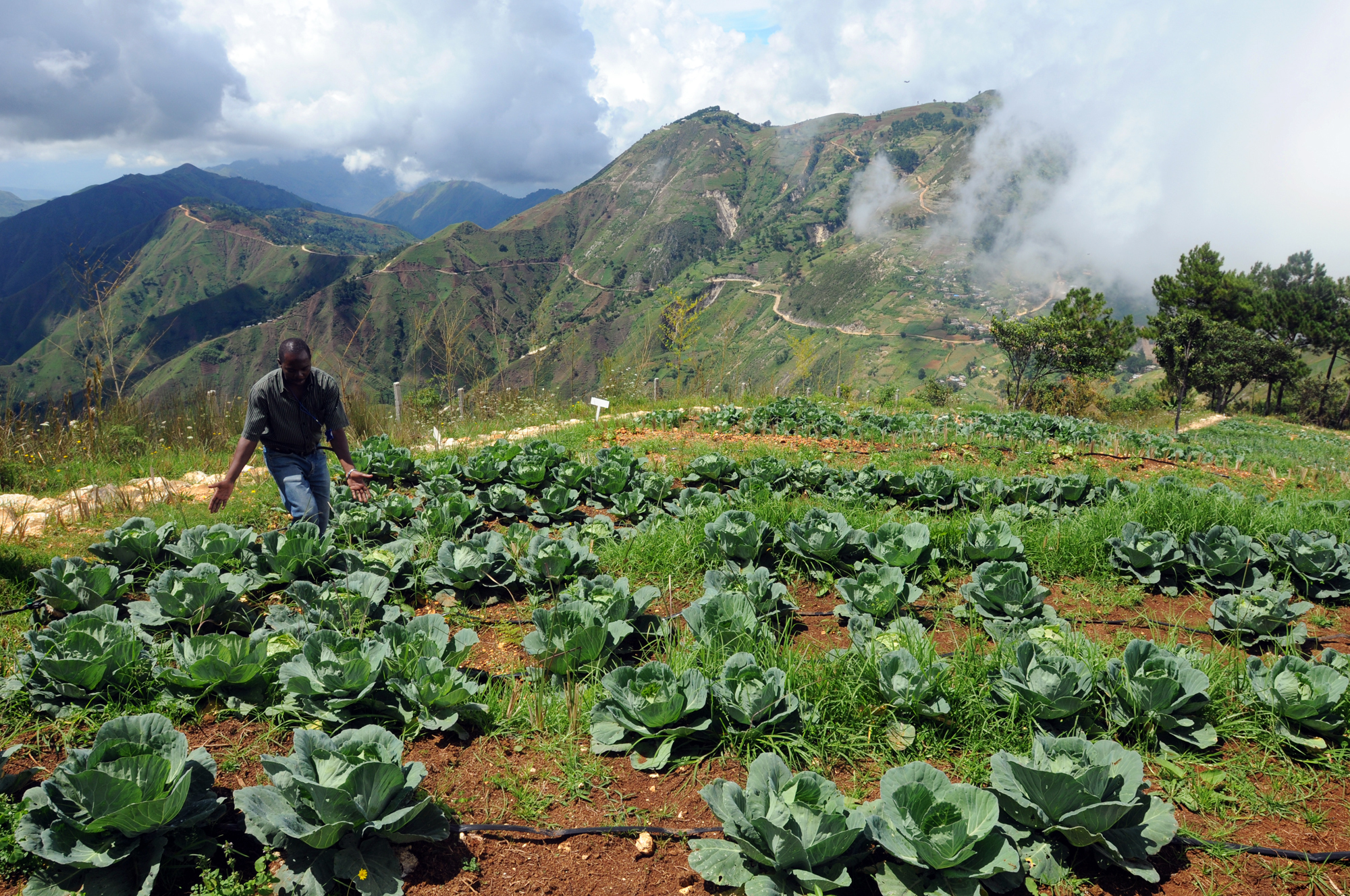
Земледелие на Гаити

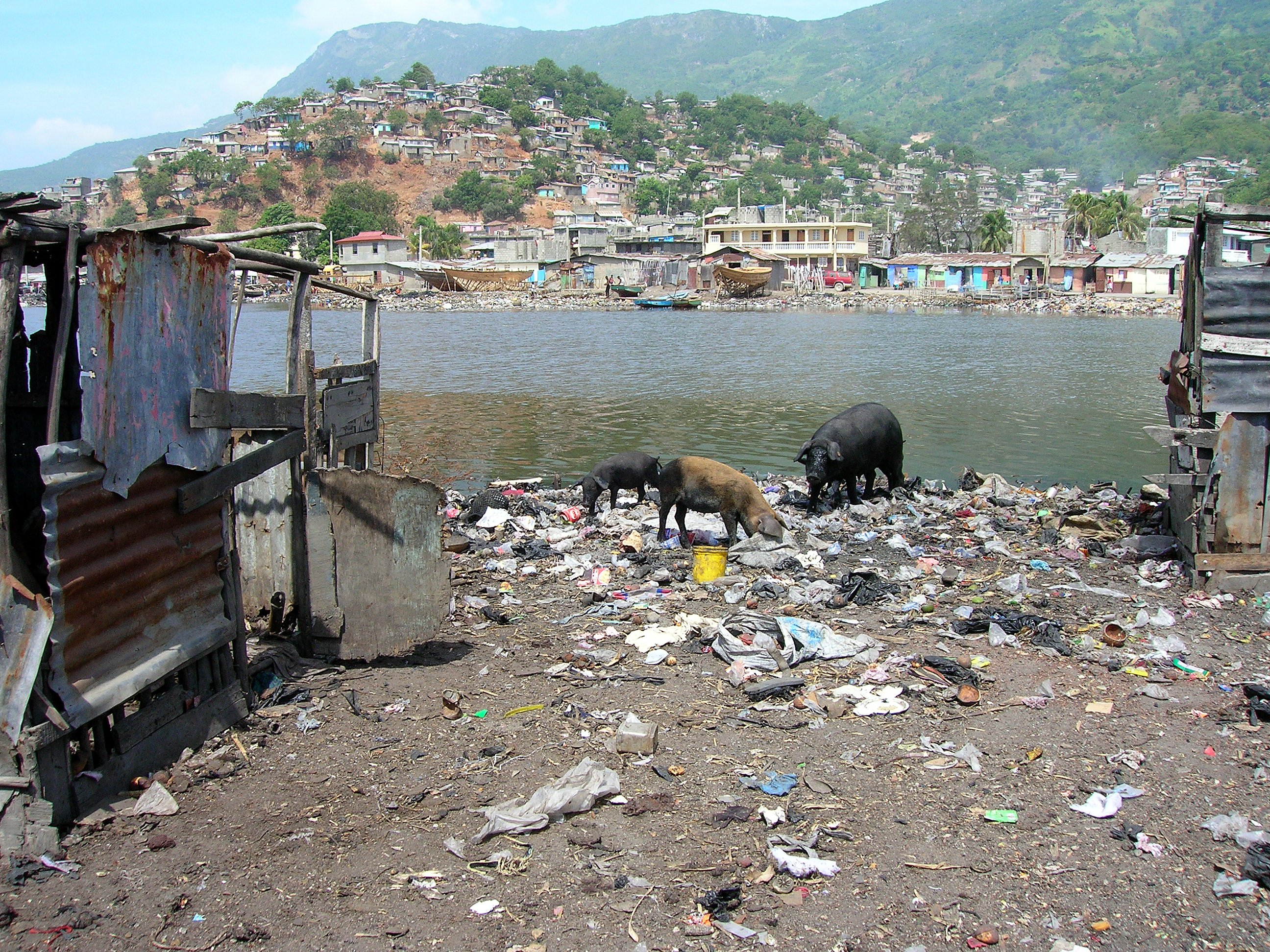
Трущобы Кап-Аитьена

Гаити — слаборазвитое аграрное государство. Беднейшая в плане экономики страна западного полушария планеты и одна из самых неразвитых стран мира. ВВП на душу населения (номинал) в 2022 году — 1702 долл. (160-е место в мире). Среди островных государств Республика Гаити является одной из самых бедных в мире. По ВВП на душу населения (номинал) — $1702 (3-е самое низкое после Мадагаскара и Коморских Островов, 2022 год); по ВВП на душу населения (ППС) — $3161 (5-е самое низкое после Мадагаскара, Кирибати, Соломоновых Островов и Вануату, 2022 год).
В своём отчёте за март 2019 года Миссия ООН по поддержке правосудия в Гаити отметила, что «условия жизни гаитянского населения всё больше ухудшаются». В целом по стране, 5,5 % и 27 % людей находятся в чрезвычайных и продовольственных кризисных ситуациях, соответственно; 2,26 млн человек классифицируются как «люди, не имеющие продовольственной безопасности и нуждающиеся в гуманитарной помощи в связи с этим».
Ниже уровня бедности — 60 % населения (2003 г.).
Основной источник валютных доходов республики — денежные переводы от эмигрантов (25 % ВВП, вдвое больше всех доходов от экспорта из страны).
Внешний долг — 8 млрд долларов США (на конец 2021 года).

### Сельское хозяйство
В сельском хозяйстве занято 66 % населения. Обрабатываемые земли составляют треть территории страны. Развитие сельского хозяйства затруднено из-за природного ландшафта страны, большую часть которого занимают возвышенности и горы.
Выращиваются кофе, манго, сахарный тростник, рис, кукуруза, сорго.

### Промышленность
Найдены месторождения золота, бокситов и меди, но они практически не разрабатываются.
Главные отрасли промышленности — сахарная, мукомольная, текстильная.

### Внешняя торговля
Экспорт — 960 млн $, импорт — 3,621 млрд $ (2017 г.).
- Экспорт — одежда и текстиль, какао, манго, кофе, сахар.

Основные покупатели: США — 81 %, Доминиканская республика — 5 %, Канада — 3 %.
- Импорт — продовольствие, промышленные товары, топливо.

Основные поставщики: США — 21 %, Китай — 19 %, Нидерландские Антильские острова — 16 %, Индонезия — 8,5 %.
Входит в международную организацию стран АКТ.

### Транспорт
Протяжённость автомобильных дорог составляет примерно 4 тысячи километров, но большая их часть не имеет твёрдого покрытия, потому они непригодны в дождливый сезон. Между главными городами страны проложены дороги с твёрдым покрытием. Есть железные дороги, их протяжённость — 40 км.

## Внешняя политика
На протяжении всей истории страны её внешняя политика отличалась частичной изоляцией. В XVIII веке в Гаити произошла революция и страна добилась независимости от Франции, но правительства других рабовладельческих стран не признавали Республику Гаити в качестве независимого государства в первой половине девятнадцатого века. В Соединённых Штатах Америки вопрос о признании Гаити вызвал острые споры между аболиционистами, которые выступали за признание, и рабовладельцами, яростно выступавшими против такого шага, однако после начала Гражданской войны президент США Авраам Линкольн распорядился признать независимость Гаити. В начале XX века страна привлекла внимание великих держав из-за своего стратегического положения. Началось противостояние между Соединёнными Штатами, Германией, Францией и Великобританией, что в итоге привело к оккупации Гаити вооружёнными силами США. Последующая политика самоизоляции Гаити вытекала из культурной и языковой неповторимости страны, её экономической неразвитости и международного осуждения режима президента Франсуа Дювалье.

## Население

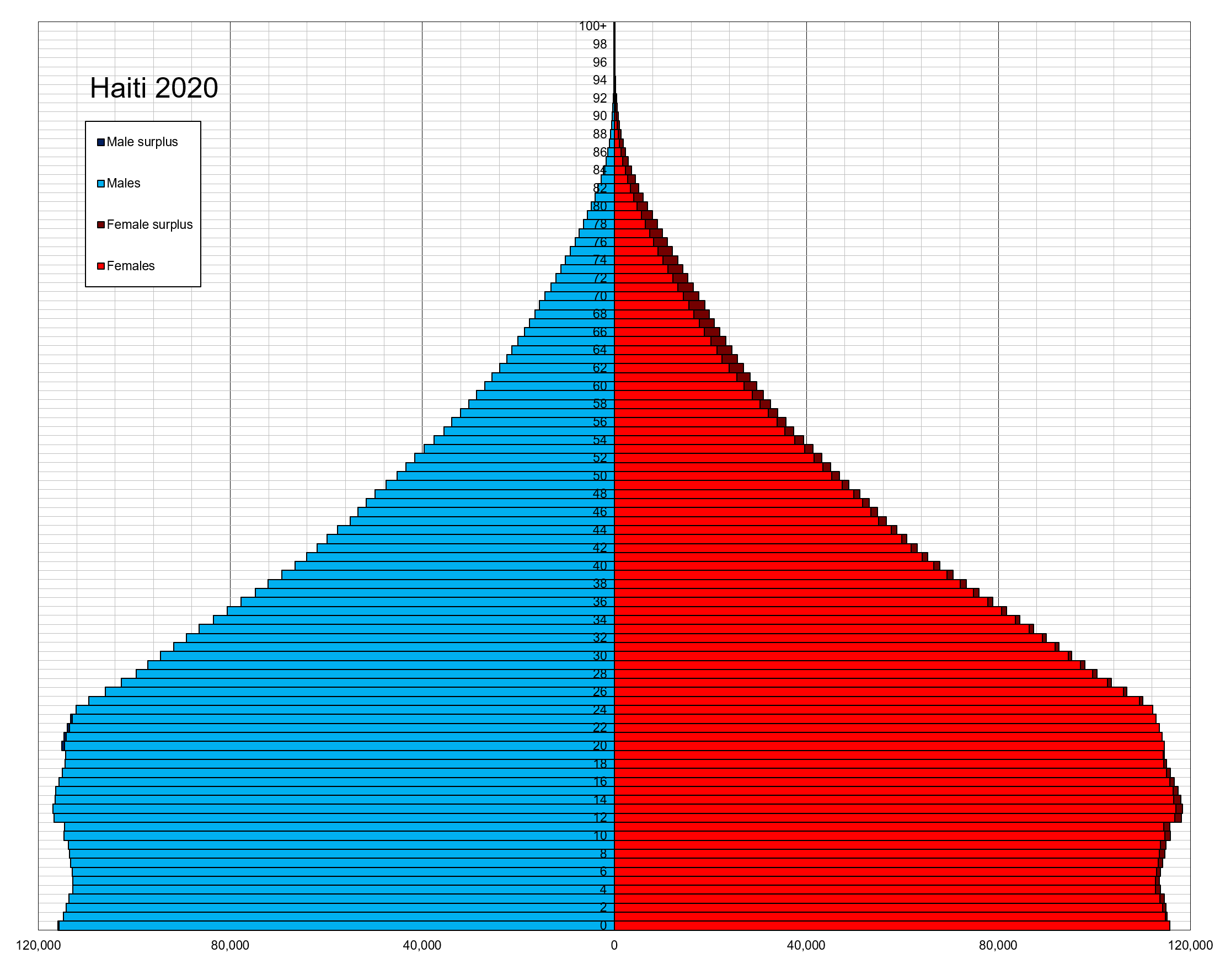
Возрастно-половая пирамида населения Гаити на 2020 год

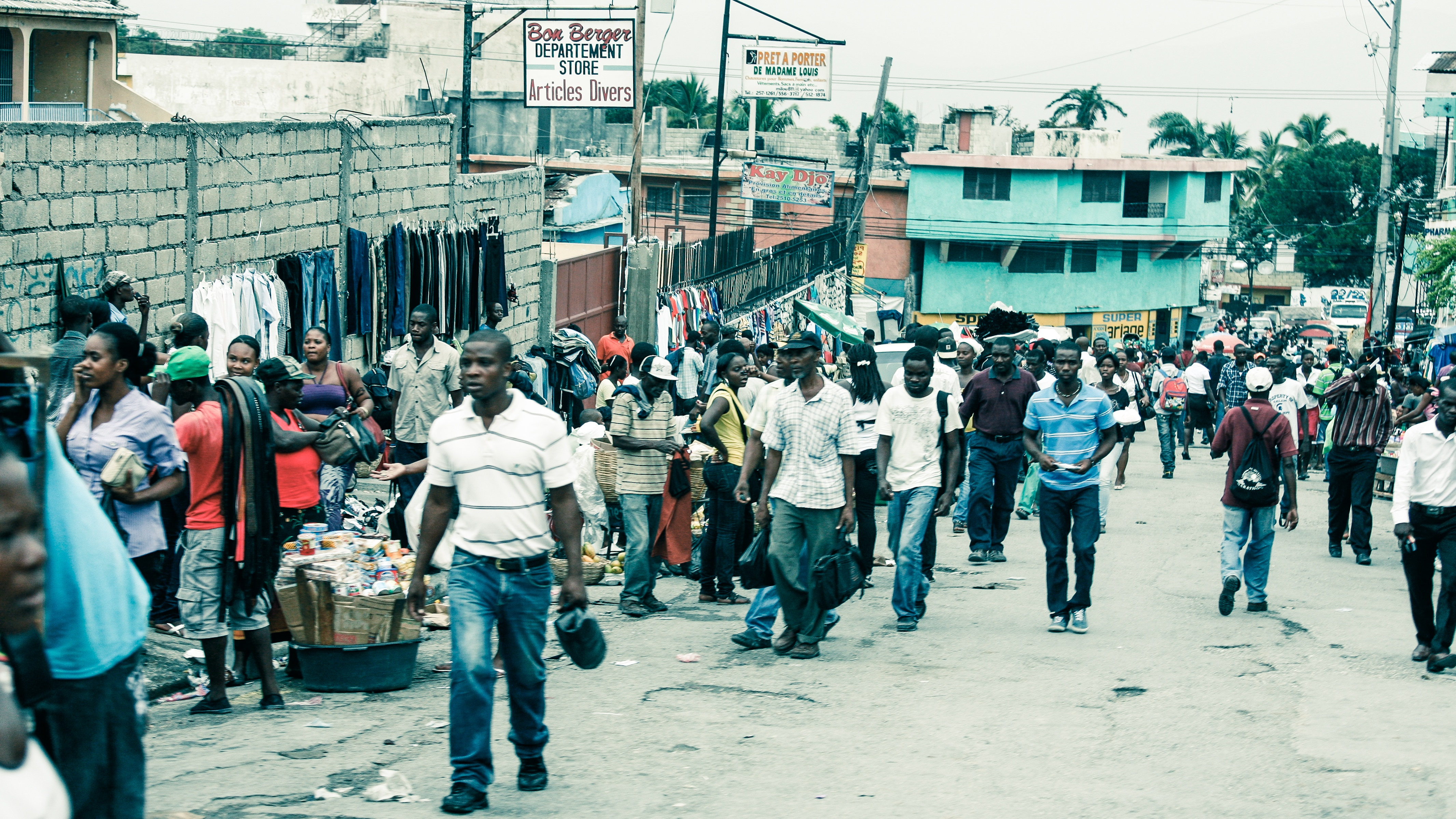
Гаитянцы

- Численность населения — 9,2 млн (оценка на июль 2010).
- Годовой прирост — 1,8 %.
- Фертильность — 3,7 рождений на женщину.
- Средняя продолжительность жизни — 61 год (59 лет у мужчин, 62 года у женщин).
- Младенческая смертность — 58 на 1000.
- Заражённость вирусом иммунодефицита (ВИЧ) — 2,2 % (оценка на 2007 год).
- Этно-расовый состав: негроиды — 95 %, мулаты и европеоиды — 5 %.
- Языки — французский и гаитянский креольский (оба государственные).
- Религии на 2020 год распределяются следующим образом: 87 % — христианство, 10,7 % — атеисты, 2,1 % — народные верования (в основном, культ вуду)[20][21].
- Грамотность — 53 % (оценка 2003 года).

Голодает 58 % жителей (1-е место в странах Латинской Америки, в мире — 1-е место у Конго с 75 % голодающих людей).

## Культура
Культура Гаити — результат смешения французской и африканской культур с заметным влиянием католицизма. Среди широко отмечаемых в стране праздников — праздник Со д’О (Saut-d’Eau).
Гаитянская вуду, являющаяся наиболее ортодоксальной разновидностью этой религии, сформировалась в среде западноафриканских рабов на Гаити в результате смешения народных верований и элементов католицизма. Главной основой для формирования вуду стали религии народов фон и эве. В 1804 году вуду стало официальной религией ставшего независимым Гаити.

## СМИ
Существует государственная радиокомпания и государственная радиостанция RNH (Radio Nationale de Haiti — «Национальное радио Гаити»), государственная телекомпания и государственный телеканал TNH (Télévision Nationale de Haiti — «Национальное телевидение Гаити»).

## Праздники
- 1 января — Новый год
- 1 января — День независимости
- 2 января — День предков в Гаити
- 14 апреля — Панамериканский день
- Апрель-май — Страстная Пятница, Пасха и Светлый Понедельник
- 1 мая — День солидарности трудящихся
- 18 мая — День Флага
- Июнь — Вознесение и праздник тела Христова
- Середина августа — Успение Пресвятой Богородицы
- 17 октября — годовщина смерти Жан-Жака Дессалина
- 24 октября — День ООН
- 1-2 ноября — День всех святых
- 18 ноября — День битвы при Вертриере
- 5 декабря — День открытия Гаити
- 25 декабря — Рождество Христово